# Adolf Krätzer

Adolf Krätzer (1812–1881). Photographie von Leopold Haase & Comp., Berlin. um 1874

Adolf Krätzer (* 31. Dezember 1812 in Dürkheim; † 7. Januar 1881 in München) war Jurist und Mitglied des Deutschen Reichstags.
Krätzer war Königlicher Appellationsgerichtsrat und Oberlandesgerichtsrat in München.
Er wurde 1874 für den Wahlkreis Niederbayern 3 (Passau) für das Zentrum in den Deutschen Reichstag gewählt, dem er bis 1880 angehörte. Am 8. März 1880 legte er sein Mandat aus Krankheitsgründen nieder. Von 1869 bis 1880 war er Mitglied der Bayerischen Kammer der Abgeordneten für die Wahlkreise Grafenau und Passau, er legte dieses Mandat 1880 wegen eines Augenleidens nieder.